# Финал Кубка Англии по футболу 1903
Финал Кубка Англии 1903 года (англ. 1903 FA Cup Final) — футбольный матч, завершавший розыгрыш Кубка Англии сезона 1902/03. Он стал 32-м финалом Кубка Футбольной ассоциации, также известного как Кубок Англии, старейшего футбольного турнира в мире. Матч прошёл 18 апреля 1903 года на стадионе «Кристал Пэлас» в Лондоне. В нём встретились английские клубы «Бери» и «Дерби Каунти». Победу в матче с разгромным счётом 6:0 одержал «Бери». В том розыгрыше Кубка Англии «Бери» не пропустил ни одного мяча в свои ворота.

## Путь команд к финалу
«Бери»
Раунд 1: Вулверхэмптон Уондерерс (Д) 1:0
Раунд 2: Шеффилд Юнайтед (В) 1:0
Раунд 3: Ноттс Каунти (Д) 1:0
Полуфинал: Астон Вилла (Н) 3:0
«Дерби Каунти»
Раунд 1: Бирмингем (Д) 2:1
Раунд 2:  Блэкберн Роверс (Д) 2:0
Раунд 3: Сток (Д) 3:0
Полуфинал: Миллуолл (Н) 3:0

## Матч

### Обзор матча
За «Дерби Каунти» в финале не смог сыграть травмированный Стив Блумер, но даже несмотря на это перед игрой «бараны» считались фаворитами. Однако в реальности в игре тотально доминировал «Бери», забивший в ворота соперника шесть безответных мячей, что было рекордом финалов Кубка Англии до 2019 года, когда это достижение повторил «Манчестер Сити» в финале 2019 года. «Бери» также установил рекорд как единственная команда, выигравшая Кубок Англии и не пропустившая ни одного мяча в свои ворота в течение всего розыгрыша турнира.
«Дерби» сыграл очень плохо, у вратаря «Бери» Хью Монтита почти не было работы, а защитник Джеймс Макьюэн и хавбек Джордж Росс даже подключались к атакам своей команды. Атаку «Бери» вёл Билли Ричардс, хотя сам он не забил. Джо Лиминг сделал «дубль».

### Отчёт о матче
| Бери                                                           | 6:0     | Дерби Каунти |
| -------------------------------------------------------------- | ------- | ------------ |
| - Росс 20′ - Сейгар 48′ - Лиминг 56′ 76′ - Вуд 57′ - Плант 59′ | (отчёт) |              |

| Бери | Дерби Каунти |

|                      |    |                 |  |
|                      |    |                 |  |
| Вр                   | 1  | Хью Монтит      |  |
| Защ                  | 2  | Джимми Линдзи   |  |
| Защ                  | 3  | Джеймс Макьюэн  |  |
| Хав                  | 4  | Джон Джонстон   |  |
| Хав                  | 5  | Фрэнк Торп      |  |
| Хав                  | 6  | Джордж Росс (к) |  |
| Нап                  | 7  | Билли Ричардс   |  |
| Нап                  | 8  | Уильям Вуд      |  |
| Нап                  | 9  | Чарли Сейгар    |  |
| Нап                  | 10 | Джо Лиминг      |  |
| Нап                  | 11 | Джек Плант      |  |
| Клубный секретарь:   |    |                 |  |
| Гарри Спенсер Хеймер |    |                 |  |

|                 |    |                 |  |
|                 |    |                 |  |
| Вр              | 1  | Джек Фрайер     |  |
| Защ             | 2  | Джимми Метвен   |  |
| Защ             | 3  | Чарли Моррис    |  |
| Хав             | 4  | Бен Уоррен      |  |
| Хав             | 5  | Арчи Гудолл (к) |  |
| Хав             | 6  | Джон Мэй        |  |
| Нап             | 7  | Джо Уоррингтон  |  |
| Нап             | 8  | Чарли Йорк      |  |
| Нап             | 9  | Джон Боуг       |  |
| Нап             | 10 | Джордж Ричардс  |  |
| Нап             | 11 | Джордж Дейвис   |  |
| Главный тренер: |    |                 |  |
| Гарри Ньюбоулд  |    |                 |  |

| Регламент матча: - 90 минут основного времени. - 30 минут дополнительного времени, если счёт ничейный (при согласии обеих сторон). - Переигровка в случае ничейного исхода. - Замены не предусмотрены. |